# Alexandre IV da Macedónia
Alexandre IV ou Alexandre Ego (em grego: Aλέξανδρος Aιγός; romaniz.: Aléxandros Aigós; em latim: Alexandres Aegus; 323 a.C. — 309 a.C.) era o filho de Alexandre, o Grande e da princesa Roxana, filha de Oxiartes. Se tornou o governante do império de seu pai após a morte deste em 323 a.C e a do tio em 317 a.C. Foi rei da Macedônia, Rei dos reis da Pérsia, rei da Babilônia e Faraó do Egito.

## Família
Depois da morte de Besso, Oxiartes deixou sua esposa e filhas em uma fortaleza na Sogdiana, que era considerada impenetrável. Quando Alexandre ofereceu rendição, a guarda da fortaleza riu, e disse para Alexandre procurar soldados com asas, porque eles não tinham medo de mais ninguém. Alexandre então ofereceu um prêmio de vinte talentos para o primeiro que chegasse, e com prêmios decrescentes para o segundo, terceiro, etc, até o último, que receberia trezentos dáricos. Apesar das dificuldades, uma tropa de trezentos escaladores subiu a montanha pela parte mais difícil, perdendo trinta homens, cujos corpos jamais foram encontrados. Os homens então sinalizaram a Alexandre que estavam dentro da fortaleza, e ele chamou de novo os bárbaros, dizendo para eles se renderem logo, porque ele havia encontrado os homens com asas. Os bárbaros, achando que havia mais homens, e que eles estavam armados, entraram em pânico e se renderam. Dentre as pessoas capturadas estavam as esposas e filhas de vários homens importantes, inclusive Roxana, filha de Oxiartes, considerada pelos soldados a mulher mais bela da Ásia, depois da esposa de Dario III. Alexandre se apaixonou por Roxana, não quis tratá-la como uma cativa, e não achou que seria desonroso casar com ela.

## Rei, junto de seu tio e sob a regência de Pérdicas
Após a morte de Alexandre, o Grande, Meleagro e a infantaria apoiaram o meio-irmão de Alexandre, Arrideu, enquanto Pérdicas, filho de Orontes, o principal comandante da cavalaria, defendia que se devia esperar pelo nascimento do filho de Alexandre com Roxana. Foi encontrado um compromisso — Arrideu devia tornar-se rei como Filipe (numerado, por historiadores modernos, como Filipe III) e governar conjuntamente com o filho de Roxana, partindo-se do princípio que seria um rapaz, o que se veio a confirmar, tendo recebido o nome de Alexandre. Pérdicas tornar-se-ia regente de todo o império e comandante de todas as tropas (quiliarca), com Meleagro como seu lugar-tenente. No entanto, pouco depois Pérdicas mandou executar os líderes da infantaria, na presença de Arrideu, como se este tivesse ordenado; logo em seguida Meleagro foi assassinado. Logo após, todos passaram a desconfiar de Pérdicas, e ele a desconfiar de todos.

## Rei único
Em 317 a.C., Filipe Arrideu e sua esposa Eurídice foram assassinados a mando de Olímpia. Olímpia também assassinou Nicanor e profanou o túmulo de Iolas, ambos irmãos de Cassandro, culpando-os pela morte do filho Alexandre.
Quando Cassandro atacou, Olímpia se refugiou em Pidna, levando o filho de Alexandre, Roxana, Tessalônica, filha de Filipe, Deidamia, irmã de Pirro, as filhas de Átalo, cunhado de Pérdicas, e outros parentes de amigos de Olímpia.
Após um longo cerco, Cassandro captura Pidna, e os parentes das vítimas de Olímpia a executam. Cassandro, ambicionando reinar sobre todo o reino macedônio, se casou com Tessalônica e planejou eliminar Roxane e seu filho Alexandre, mas antes os colocou como prisioneiros em Anfípolis, sob a guarda de Gláucias, um dos seus mais fiéis guarda-costas.

## Assassinato
Quando Alexandre cresceu, e os macedônios começaram a reclamar que estava na hora dele ser libertado e passar a reinar, em 311 ou 312 a.C., Cassandro instruiu Gláucias a assassinar Roxana e Alexandre e esconder os corpos; após a morte do herdeiro, os vários diádocos, Cassandro, Lisímaco, Ptolemeu I Sóter e Antígono Monoftalmo, libertados da preocupação de haver um rei, assumiram, em suas satrapias, o poder real, como se fosse um reinado conquistado pela lança.